# Щолня „Черната пъстърва“
Щолня „Черната пъстърва“ (на полски Sztolnia Czarnego Pstrąga, на немски Tiefer Friedrich-Stollen) е 600-метров фрагмент от най-дългата дренажна щолня в района на Тарновске Гури, част от създадената през 1784 Кралската мина за оловно-сребърна руда „Фредерик“ (на немски Königliche Friedrichsgrube).

## История
Скоро след откриването на Кралската мина "Фредерик" през 1784 възниква необходимостта от създаване на нова, по-ефективна система за отвеждане на водата от подземието, която да замени използваните до този момент съоръжения, задвижвани от коне. Взето е решение за изграждане на нова дренажна щолня (след като са отхвърлени плановете за възстановяване на съществуващата преди това „Краковска“ щолня) по проект на Турнагел и Айслебен (Thürnagel и Eisleben), разработен през ноември и одобрен през декември 1820. Планира се изграждането да бъде реализирано за 15 години, а дългата му почти 4570 метра галерия да достигне до вече съществуващата шахта „Адолф“ в района на водоснабдителна станция „Сашиц“.
Изкопните работи за мина „Фредерик” започват на 21 април 1821 в Птаковице, където първоначално е изграден канал за отвеждане на водите, наречен разнос (на немски Rösche или Tagerösche) и изход, наречен прозорец (на немски Mundloch), оформен като декоративна класическа входна порта от пясъчник. Изградена е и първият зидан участък от главната галерия, дълга 4568. По дължината на трасето на щолнята с вентилационна цел са изкопани 25 малки шахти, а съществуващата вече шахта „Адолф” е направена по-дълбока. Две от новите шахти са спомагателни и се използват за транспортиране на материали и изнасяне на скалната маса, изкопана при изграждането на галерията, а на други две са инсталирани парни машини с диаметър на цилиндрите 40 инча (на инсталираната за постоянно до шахтата "Адолф", на терена на сегашната водоснабдителна станция "Сташиц" ) и 24 инча (една от тях работеща в шахтата „Покуй“). Само три от шахтите получават наименования: „Glückhilf” („Помогни на късмета”), „Zwischen” ( „Посреден”) и „Kummer” („Тревоги”). Изходът на подземната част завършва със споменатата порта от пясъчник, а в наши дни след 889 метра разносът го свързва с река Драма. 
От север, успоредно на разноса и течаща на юг от него Драма е изкопан дренажен ров (на немски: Fluthgraben), който предпазва разноса от навлизане в него на идващи от полето подпочвени води, което би могло да предизвика покачване на нивото на водите в щолнята. Ровът е частично запазен до днес.
Изкопаването на галерията е напредвало с темпо 3-4 метра на седмица. Окончателното пускане на щолнята в експлоатация е на 15 юли 1834 година. Тържественото откриване е направено при изхода и в близост до шахта "Адолф" (сега "Сташиц") и е съчетано с честването на 50-годишнината на мина "Фредерик". 

## Значение за туризма
Щолнята е достъпна за туристи от 1957 година. Това е една от атракциите по Пътя на индустриалните паметници на Силезийското войводство. Щолнята „Черната пъстърва“ и подземието на сребърната мина са признати за исторически паметник с наредба на президента на Република Полша от 14 април 2004.
Туристическият маршрут преминава между шахтите „Ева“ (шахта № 13 на щолня „Фридерик“; дълбочина 20 м) и „Силвестър“ (шахта № 17; дълбочина 30 м). По време на туристическата обиколка, която се извършва с лодки, можете да наблюдавате малки, съвременни сталактити и оригинални части от галерията, издълбана в доломитната скала.
Посещението на съоръжението започва със слизане по вити стълби до подземно пристанище, разположено в шахта „Ева” или шахта „Силвестър” (възможни варианти). На десетки метри под земята туристите се качват на лодка и на светлината на лампи преплуват участък от 600 м, който до 2018 е най-дългият подземен път с лодка в Полша. Екскурзоводът разказа историята на минното дело в Тарновске Гури. Поради променящия се профил на терена щолнята е разположена на дълбочина 20-30 м. Ширината варира от 1,2 до 2,5 м, височината достига 4 м, а дълбочината на водата е от 0,7 до 1 м. 
По време на единадесетото издание на Индустриада, състояло се на 26 септември 2020 , е открита новa туристическа база – обект по проект на Валдемар Мушол, изграден на два етажа, с панорамна тераса, разкриваща гледка към долината на река Драма, който помещава център за обслужване на туристи, магазин за сувенири, учебна зала и тоалетни и е разположен непосредствено до шахта "Силвестър", с която е свързан не само поради сходства в стила, но и чрез  материалите използвани за изграждането му.

## Обект на ЮНЕСКО
Щолнята „Черната пъстърва“ (заедно с Историческата сребърна мина и други обекти) е представена от Министерството на културата и националното наследство по искане на Сдружението на любителите на земите на Тарновске Гури за вписване в Списъка на световното наследство на ЮНЕСКО. Вписването е направено по време на 41-вата сесия на Комитета за световно наследство в Краков на 9 юли 2017.